# Herb gminy Cmolas
Herb gminy Cmolas – jeden z symboli gminy Cmolas, ustanowiony 28 grudnia 2006.

## Wygląd i symbolika
Herb przedstawia na tarczy koloru czerwonego złotą ukorzenioną sosnę (symbol lasów gminy), z jej lewej strony srebrnego gryfa (nawiązanie do rodu Mieleckich herbu Gryf), natomiast z prawej strony złote godło z herbu Jastrzębiec. 